# Достатківство
Достатківство (корнукопіанство) — футурологічна концепція, згідно з якою безупинного прогресу і забезпечення матеріальних благ для людства можна досягти постійними технологічними новаціями. Достатківці вважають, що на планеті Земля достатньо матерії та енергії для того, аби забезпечити життєдіяльність населення Землі за будь-яких умов його зростання.
Назва «достатківство» походить від «рогу достатку» з грецької міфології, який чародійним чином постачав своїм власникам їжу та питво у безкінечних кількостях.

## Теорія
З підвищенням достатку в суспільстві це суспільство також створює добре розвинену систему юридичних правил, що створюють умови свободи та безпеки, необхідні для подальшого поступу. Також технологічні новації допомагають використовувати наявні ресурси та відновлювати спожиті ресурси більш ефективно.
Американський політекономіст Генрі Джордж у своїй праці «Прогрес та бідність» (1879), описавши потужні відновлювальні сили природи, писав: «Те, що Земля може підтримувати тисячу мільярдів людей так само легко, як тисячу мільйонів, є необхіднім висновком з явної істини щодо того, що, принаймні як це зачіпає нашу здатність втрутитися, матерія вічна, а сила мусить продовжувати діяти вічно».

## Опис з точки зору опонентів
Стереотипне уявлення про достатківця бачить у ньому особу, яка постулює, що існує дуже мало неподоланних природних обмежень для зростання, і вірить, що світ може забезпечити практично необмежене багатство природних ресурсів. Позначення «достатківець» (англ. cornucopian) рідко застосовується до себе: це зневажливий термін, використовуваний опонентами, які вважають, що ця особа занадто оптимістично оцінює забезпеченість ресурсами у майбутньому.
Один з розповсюджених прикладів застосування цього ярлика трапляється з боку тих, хто скептично ставиться до погляду, що технологічними засобами можна подолати проблему експоненційного зростання населення Землі, яке живе за рахунок обмеженої бази природних ресурсів. Так звані достатківці можуть заперечити, що рівень зростання населення значно уповільнився, і населення Землі не тільки зростає лінійно,, а й, як прогнозується, скоро досягне пікової точки та почне скорочуватися.